# Pseudasthenes humicola
El  canastero chileno (Pseudasthenes humicola), también denominado canastero colinegro, canastero de cola oscura, canastero de pecho rayado o canastero estriado, es una especie de ave paseriforme de la familia Furnariidae. Es endémica de Chile.

## Distribución y hábitat
Se encuentra únicamente desde el norte hasta el centro sur de Chile, aunque hay registros sin confirmar en Argentina.
Esta especie es considerada bastante común en sus hábitats naturales: los densos matorrales áridos tropicales, en altitudes por debajo de los 2200 m s. n. m.

## Descripción
Mide entre 14 y 15 cm de longitud y pesa entre 18 y 24 g. El plumaje de las partes superiores es de color marrón; tiene arcos superciliares blancos; garganta blanca con motas negras; pecho gris claro con rayas finas blancas; flancos de color canela a leonado.

## Sistemática

### Descripción original
La especie P. humicola fue descrita por primera vez por la naturalista alemán Friedrich Heinrich von Kittlitz en 1830 bajo el nombre científico Synnalaxis humicola (con un error en la ortografía), siendo la localidad tipo: «cerca de Valparaíso, Chile».

### Etimología
El nombre genérico femenino «Pseudasthenes» se compone de las palabras del griego « ψευδος pseudos»: falso, y del género Asthenes «ασθενης asthenēs, que por su vez significa insignificante, sin importancia; denotando la semejanza física entre los dos géneros, pero al mismo tiempo destacando que no son parientes cercanos;  y el nombre de la especie «humicola», del latín moderno  «humicolus» que significa «que habita en el suelo».

### Taxonomía
Anteriormente se la clasificaba dentro del género Asthenes pero estudios recientes de genética molecular sugieren que, junto con otras tres especies, ( A. cactorum, A. steinbachi y A. patagonica), estaban realmente más próximas a un grupo de géneros consistentes de Pseudoseisura, Xenerpestes, etc., y nombraron un nuevo género, Pseudasthenes, para esas cuatro especies.

## Subespecies
Actualmente se reconocen tres subespecies de P. humicola, con su correspondiente distribución geográfica:
- Pseudasthenes humicola goodalli (Marín, Kiff & Peña, 1989), que habita en el norte de Chile (Paposo, en el suroeste de Antofagasta).
- Pseudasthenes humicola humicola (Kittlitz, 1830), con localidad tipo en Valparaíso, que habita el centro norte de Chile (desde Atacama hacia el sur hasta el norte de Maule); un registro antiguo en el norte de Mendoza, Argentina precisa ser clarificado.
- Pseudasthenes humicola polysticta (Hellmayr, 1925), en el centro sur de Chile: sur del Maule, Concepción, Arauco, Malleco y la cordillera de Nahuelbuta.